# Championnat du Stanley Pool de football
Le Championnat du Stanley Pool de football est une compétition de football organisée par la Fédération de Football Association du Pool, organisée de 1923 à 1950. Elle rassemblait les clubs du Moyen-Congo et du Congo belge.
Son nom est issu du Stanley Pool (aujourd'hui Pool Malebo), un lac formé sur le cours inférieur du fleuve Congo.

## Histoire

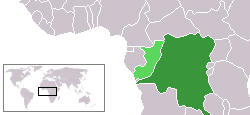
Localisation du Moyen-Congo (vert clair) et du Congo belge (vert foncé).

## Palmarès[2]
- 1923 : CO Léopoldville
- 1924 : CO Léopoldville
- 1925 : CO les Nomades Léopoldville
- 1926 : CO Léopoldville
- 1927 : AS Léopoldville
- 1928 : AS Léopoldville
- 1929 : ES Congolaise (Léopoldville)
- 1930 : CO les Nomades (Léopoldville)
- 1931 : CA Brazzaville
- 1932 : AS Léopoldville
- 1933 : AS Portuguesa (Léopoldville)
- 1934 : AS Portuguesa (Léopoldville)
- 1935 : AS Portuguesa (Léopoldville)
- 1936 : CS Belge (Léopoldville)
- 1937 : CA Brazzaville
- 1938 : CS Belge (Léopoldville)
- 1939 : AS Portuguesa (Léopoldville)
- 1940 : AS Portuguesa (Léopoldville)
- 1941 : CA Brazzaville
- 1942 : Nomades FC (Léopoldville)
- 1943 : Nomades FC Léopoldville
- 1944 : AS Portuguesa Léopoldville
- 1945 : CA Brazzaville
- 1946 : Nomades FC Léopoldville
- 1947 : CS Belge Léopoldville
- 1948 : CS Belge Léopoldville
- 1949 : CA Brazzaville
- 1950 : CS Belge Léopoldville